# Brandenburger

Fordonstecken för Sonderverband Brandenburg 1942-1943

Die Brandenburger (Brandenburgarna) var ett tyskt specialförband under andra världskriget. Deras huvuduppgift var sabotageaktioner bakom fiendens linjer. Brandenburgarna och dess föregångare Ebbinghaus bataljonen var involverade i många av invasionerna under andra världskriget, från invasionen av Polen till invasionen av Sovjetunionen.

## Bakgrund
Idén bakom Brandenburgarna och Ebbinghaus bataljonen skapades av Theodor von Hippel. Han hade varit soldat i Paul von Lettow-Vorbecks armé i Tyska Östafrika (moderna Tanzania, Burundi och Rwanda) under första världskriget. Där bedrev den numerärt underlägsna tyska armén ett gerillakrig mot brittiska, belgiska och portugisiska styrkor. Efter kriget lämnade Theodor von Hippel armén och några år senare doktorerade han i nationalekonomi. 1935 gick han tillbaka till armén och verkade för att starta upp ett förband som kunde sabotera och spana bakom fiendens linjer. Theodor von Hippel fick tillstånd att sätta upp ett förband, detta förband fick namnet Ebbinghaus bataljon. Ebbinghaus bataljonen bestod av etniska tyskar från Polen som kunde språket och var väl insatta i den polska kulturen och traditionerna. De deltog under invasionen av Polen och lyckades med sina uppdrag. Bataljonen lades ner efter ockupationen av Polen.

## Brandenburgarna
Detta var dock inte slutet för Theodor von Hippel och hans specialförband. Amiral Wilhelm Canaris, chef för Abwehr, lät Theodor von Hippel sätta upp ett nytt förband i oktober 1939. Detta förbandet fick namnet Brandenburgarna och bestod av folktyskar från, bland annat, Tjeckien, Sovjetunionen och Jugoslavien. Det var viktigt att dessa soldater var väl insatta i den lokala kulturen och att de kunde språket. De fick mycket träning inför sina uppdrag och det var viktigt att de inte var beroende av hjälp eftersom de ofta arbetade själva bakom fiendens linjer.